# Antropização da Amazônia
A antropização da Amazônia refere-se ao processo de transformação e modificação do seu ambiente natural pela ação humana.

## Fatores envolvidos
Desmatamento
A exploração da madeira, a abertura de áreas para agricultura e pecuária têm reduzido significativamente a cobertura florestal.
Agricultura e Pecuária
O cultivo de produtos como soja e a criação de gado são responsáveis por uma grande parte do desmatamento e degradação do solo.
Infraestrutura
A construção de estradas, barragens e cidades tem fragmentado ecossistemas, impactando a biodiversidade e alterando o ciclo hidrológico.
Mineração
A extração de minerais e recursos naturais provoca poluição e degradação ambiental, afetando comunidades locais e ecossistemas.
Mudanças Climáticas
A antropização contribui para emissões de gases de efeito estufa, intensificando as mudanças climáticas, que afetam a Amazônia e o mundo.